# James Bausch
James ("Jim") Aloysius Bernard Bausch (Marion (South Dakota), 29 maart 1906 – Hot Springs, 9 juli 1974) was een Amerikaanse atleet die gespecialiseerd was op de meerkamp.
Hij won op de Olympische Spelen van 1932 in Los Angeles een gouden medaille op de tienkamp. In zijn derde wedstrijd ooit verbeterde hij het wereldrecord op de tienkamp. Deze 8462,235 punten zijn 6736 punten waard, omgerekend naar de tabellen vanaf 1985.
Later zette hij zijn sportcarrière voort als american-footballspeler.

## Titels
- Olympisch kampioen tienkamp - 1932
- Amerikaans kampioen vijfkamp - 1931
- Amerikaans kampioen tienkamp - 1932
- James E. Sullivan Award - 1932

## Palmares

### Tienkamp
- 1932:  OS - 8462,235 p

1904: Tom Kiely ·
1912: Jim Thorpe ·
1920: Helge Løvland ·
1924: Harold Osborn ·
1928: Paavo Yrjölä ·
1932: James Bausch ·
1936: Glenn Morris ·
1948: Bob Mathias ·
1952: Bob Mathias ·
1956: Milt Campbell ·
1960: Rafer Johnson ·
1964: Willi Holdorf ·
1968: Bill Toomey ·
1972: Nikolaj Avilov ·
1976: Bruce Jenner ·
1980: Daley Thompson ·
1984: Daley Thompson ·
1988: Christian Schenk ·
1992: Robert Změlík ·
1996: Dan O'Brien ·
2000: Erki Nool ·
2004: Roman Šebrle ·
2008: Bryan Clay ·
2012: Ashton Eaton ·
2016: Ashton Eaton ·
2020: Damian Warner ·
2024: Markus Rooth